# Contessina de Médicis
Contessina ou Contessine de Médicis (16 juin 1478 - 29 juin 1515) est le cinquième enfant de Laurent de Médicis, dit « le Magnifique » et de Clarisse Orsini.
Elle vécut son enfance et jusqu'à son mariage avec Pierre Ridolfi à Florence au Palais des Médicis. Elle y bénéficia de l'entourage culturel organisé par son père.
Contemporaine de Michel-Ange, elle l'a probablement rencontré, celui-ci ayant vécu 2 à 4 ans au Palais Médicis.